# Afganistan na Letnich Igrzyskach Olimpijskich 1960
Afganistan na XVII Letnich Igrzyskach Olimpijskich w Rzymie reprezentowała ekipa licząca 12 mężczyzn.
Był to 4. start Afganistanu na letnich igrzyskach olimpijskich (poprzednie to 1936, 1948, 1956).

## Reprezentanci

### Lekkoatletyka
- 100 m mężczyzn: Abdul Hadi Shekaib – odpadł w eliminacjach (11,59)
- 200 m mężczyzn: Ali Zaid – odpadł w eliminacjach (23,22)
- 400 m mężczyzn: Habib Sayed – odpadł w eliminacjach (53,91)
- 110 m przez płotki mężczyzn: Abdul Wardak – nie ukończył biegu
- sztafeta 4 × 100 m mężczyzn: uzyskali 15 czas – 44,53
  - Abdul Ghafar Ghafoori
  - Abdul Hadi Shekaib
  - Ali Zaid
  - Habib Sayed
- rzut oszczepem mężczyzn: Abdul Wardak – zajął 28. miejsce z wynikiem 54,20

### Zapasy
- waga pyłkowa: Faiz Mohammad Khakshar – zajął 13. miejsce
- waga piórkowa: Mohammad Ibrahim Kederi – zajął 21. miejsce
- waga lekka: Khalunder Jan Amir – zajął 24. miejsce
- waga półśrednia: Dost Mohammad Sultan – zajął 17. miejsce
- waga średnia: Khokan Asif Mohammad – zajął 12. miejsce
- waga półciężka: Ghulam Mohiddin Gunga – zajął 18. miejsce
- waga ciężka: Nizam-ud-din Subhani – zajął 14. miejsce